# Olberode
Olberode ist ein Ortsteil der Gemeinde Oberaula im nordhessischen Schwalm-Eder-Kreis in Hessen.

## Geographie
Olberode liegt in Nordhessen im Knüllgebirge südöstlich des Hauptortes am Schorbach. Im Süden des Ortes liegt ein kleiner See, der Olberöder See, ein Stauweiher. Im Süden führt die Bundesstraße 454 am Ort vorbei, im Osten liegt die Landesstraße 3161. 

## Geschichte
Im Jahr 1364 wird Olberode erstmals als Odolferode urkundlich erwähnt.
In historischen Dokumenten ist der Ort unter folgenden Ortsnamen belegt (in Klammern das Jahr der Erwähnung):
- Odolferode (1364/67)
- Vdolfferode (1419)
- Adolfferoede (1465)
- Olffenroda (1585)
- Olberodt (1747)

Olberode hatte bis 1995 einen Bahnhof an der Knüllwaldbahn, die abgebaut ist und deren Trasse jetzt als Radweg genutzt wird.
Am 1. Januar 1974 wurde Olberode im Zuge der Gebietsreform in Hessen kraft Landesgesetz mit den bis dahin eigenständigen Gemeinden Oberaula, Friedigerode, Ibra und Wahlshausen zur neuen Großgemeinde Oberaula zusammengeschlossen. Für alle ehemals selbständigen Gemeinden wurden Ortsbezirke gebildet.